# Rupert Riedl
Rupert Riedl ( Viena, 22 de febrero de 1925 - 18 de septiembre de 2005) fue un zoólogo austríaco. Catedrático de Zoología en la Universidad de Viena, presidente honorario del Instituto Konrad Lorenz, biólogo teórico, biólogo marino y ecologista. Fue, junto con Konrad Lorenz, uno de los fundadores de la epistemología y la psicología evolutivas. En 2002 recibió la medalla Kowalevsky.

## Biografía
Rupert Riedl nació en una familia de artistas. Su padre, el escultor Joseph Franz Riedl (1884–1964), fue miembro del movimiento conocido como ‘‘Die Sezession’’, que se rebeló contra el academicismo artístico. Rield se educó en una atmósfera que se oponía a la separación entre arte, ciencia y filosofía.
Después de la Segunda Guerra Mundial, Riedl estudió arte, medicina y, finalmente, se especializó en zoología y antropología física. En 1951 se doctoró con una tesis titulada "Un estudio de los tuberllaria marinos del Mediterráneo". Desde entonces, Riedl se dedicó al estudio de la ecología, anatomía y evolución de los invertebrados marinos, así como de los hábitats mediterráneos. En 1968 fue nombrado catedrático de Zoología y Ciencias del Mar en la Universidad de Carolina del Norte. Cuatro años más tarde volvió a la Universidad de Viena como profesor de Biología Marina.
A partir de su estancia en Estados Unidos, Riedl comienza a trabajar en biología evolutiva. En 1975 publica, en alemán, su libro Orden en los organismos vivos: un análisis sistémico de la evolución, traducido al inglés tres años más tarde. Desde finales de los 70, sus intereses se orientan cada vez más a la biología teórica.
Riedl fundó dos revistas: Marine Ecology y Evolution and Cognition.

## Obra

### Biología marina
Rupert Riedl y su grupo realizaron contribuciones fundamentales en el campo de la anatomía comparada de los invertebrados marinos y en el de la ecología de los hábitats marinos.

### Teoría evolutiva
1968, año en el que Riedl ocupó la cátedra de Zoología y Ciencias del Mar en la Universidad de Carolina del Norte, ha sido señalado como el año de radicalización de la Síntesis evolutiva moderna. Riedl se enfrentó a la ortodoxia dominante, desarrollando sus propias ideas sobre las causas y los patrones de la evolución morfológica que incluían las dimensiones ontogenéticas y macroevolutivas de la evolución. Las dos teorías centrales de la obra de Riedl Order in living organisms son las de "burden" ("carga") y evolucionabilidad.

## Legado
La obra de Rupert Riedl ha fundado escuela tanto en biología evolutiva del desarrollo (Gerd Müller y Gunter Wagner) como en historia y filosofía de la biología (Franz Wuketits y Laubichler).